# پیشتازان فضا: پیکارد
پیشتازان فضا: پیکارد (انگلیسی: Star Trek: Picard)یک مجموعهٔ تلویزیونی علمی تخیلی در تلویزیون آمریکایی است که توسط آکیوا گلدزمن، مایکل شیبن، کیرستن بیر و الکس کورتزمن برای سرویس پخش جریانی پارامونت پلاس (که بعداً به پارامونت پلاس تغییر نام داد) ساخته شده است. این هشتمین سریال پیشتازان فضا است و از ۲۰۲۰ تا ۲۰۲۳ به عنوان بخشی از پیشتازان فضا گسترش یافته کورتزمن منتشر شد. این سریال بر دریاسالار بازنشسته اخترناوگان، ژان-لوک پیکارد تمرکز دارد. داستان در پایان قرن بیست و چهارم، ۲۰ سال پس از آخرین حضور این شخصیت در پیشتازان فضا: نمسیس (۲۰۰۲) آغاز می‌شود.
پاتریک استوارت در نقش پیکارد بازی می‌کند و نقش خود را از سریال پیشتازان فضا: نسل بعدی و همچنین سایر رسانه‌های «پیشتازان فضا» تکرار می‌کند. الیسون پیل، Isa Briones، هری ترداوی، میشل هارد، سانتیاگو کاباررا و ایون اواگورا نیز در فصل اول بازی می‌کنند، و جری راین، ارلا بریدی و برنت اسپاینر برای فصل دوم به آنها می‌پیوندند. فصل سوم با بازی استوارت، رایان، هارد و اد اسپیلرز، با بازیگران «نسل بعدی» لوار بارتون، مایکل دورن، جاناتان فریکس، گیتس مک‌فدن، مارینا سرتیس و اسپاینر به عنوان مهمانان ویژه حضور دارند.
اولین بار در ژوئن ۲۰۱۸ شایعه ساخت یک سریال جدید با بازی استوارت در نقش پیکارد منتشر شد و در آگوست همان سال رسماً اعلام شد. این سریال توسط استودیوهای تلویزیونی سی‌بی‌اس با همکاری سیکرت هایدآوت، آکیوا گلدزمن و رادنبری اینترتینمنت تولید شد. این سریال به گونه‌ای طراحی شده بود که کندتر و شخصیت محورتر از قسمت‌های قبلی این فرنچایز باشد، و هر فصل جنبه‌های مختلف پیکارد را در سنین بالا بررسی می‌کرد. فیلمبرداری در کالیفرنیا انجام شد که اعتبار مالیاتی زیادی به این سریال اعطا کرد و تولید فصل دوم و سوم به صورت پشت سر هم انجام شد. شیبن به عنوان شورانر فصل اول، گلدزمن و Terry Matalas برای فصل دوم و ماتالاس به عنوان تنها شورانر فصل سوم فعالیت کردند.
«پیشتازان فضا: پیکارد» در ۲۳ ژانویه ۲۰۲۰ در CBS All Access به نمایش درآمد و بقیه فصل اول ۱۰ قسمتی آن به صورت هفتگی تا مارس منتشر شد. فصل دوم از مارس تا مه ۲۰۲۲ در پارامونت+ منتشر شد و فصل سوم و پایانی از فوریه تا آوریل ۲۰۲۳ منتشر شد. این سریال با نقدهای عموماً مثبت منتقدان مواجه شد و جوایز متعددی از جمله یک جایزه امی هنرهای خلاق از ده نامزدی و پنج جایزه ساترن از یازده نامزدی دریافت کرده است.
چندین پروژه مرتبط با این سریال از جمله یک قسمت از سریال همراه Star Trek: Short Treks ساخته شده است. بازیگران، عوامل و طرفداران علاقه خود را به ادامه داستان از طریق یک سریال اسپین‌آف بالقوه که معمولاً به آن «پیشتازان فضا: میراث» گفته می‌شود، ابراز کرده‌اند، در حالی که استوارت علاقه خود را به ادامه فیلم که در حال توسعه است ابراز کرده است.

## مقدمه
این سریال در سال ۲۳۹۹، ۲۰ سال پس از آخرین حضور ژان-لوک پیکارد در پیشتازان فضا: نمسیس (۲۰۰۲)، آغاز می‌شود و این شخصیت را می‌یابد که هنوز عمیقاً تحت تأثیر مرگ دیتا در آن فیلم و همچنین نابودی سیاره رمولوسی‌ها در فیلم پیشتازان فضا (۲۰۰۹) است. پیکارد که از اخترناوگان بازنشسته شده و در تاکستان خانوادگی خود زندگی می‌کند، زمانی که توسط یک «دختر» مصنوعی دیتا، یکی از چندین موجود مصنوعی جدید یا «سینت‌ها» ملاقات می‌شود، به یک ماجراجویی جدید کشیده می‌شود. پیکارد برای حق وجود آنها می‌جنگد و جان خود را برای نجات آنها فدا می‌کند.
پس از انتقال آگاهی پیکارد به یک بدن مصنوعی، فصل دوم به سال ۲۴۰۱ می‌رود. پیکارد و همراهانش زندگی جدیدی را سپری می‌کنند که دشمن قدیمی‌اش کیو، یک موجود فرا بعدی، آنها را در یک واقعیت جایگزین به دام می‌اندازد. آنها برای نجات آینده کهکشان به قرن بیست و یکم سفر می‌کنند. در فصل سوم، پیکارد متوجه می‌شود که پسری دارد که توسط دشمنان مرموز شکار می‌شود. او با خدمه سابق USS Enterprise متحد می‌شود تا از پسرش محافظت کند و با تهاجم جدید بورگ روبرو شود.